# Panagaeini
Los panageínos (Panagaeini) son una tribu de coleópteros adéfagos  perteneciente a la familia Carabidae. 

## Taxonomía
Tiene  los siguientes géneros
| - Bascanus - Brachygnathus - Calathocosmus - Cintaroa - Coptia - Craspedophorus - Dischissus | - Epigraphodes - Epigraphus - Euschizomerus - Geobius - Micrixys - Microcosmodes - Panagaeus | - Paregraphus - Peronomerus - Psecadius - Tefflus - Tinoderus - Tinognathus - Trichisia |